# 13-я Гонконгская кинопремия

13-я церемония Гонконгской кинопремии, на которой были отмечены лучшие фильмы 1993 года, состоялась 22 апреля 1994 года в Гонконгской академии исполнительских искусств, Гонконг. Во время церемонии вручались награды в 17 категориях.

## Статистика
| Фильм                                       | номинации | победы |
| ------------------------------------------- | --------- | ------ |
| • C'est la vie, mon chéri                   | 12        | 6      |
| • Искушение монаха                          | 9         | 2      |
| • Невеста с белыми волосами                 | 6         | 3      |
| • Криминальная история                      | 6         | 1      |
| • Героическое трио                          | 5         | 1      |
| • Том, Дик и Хэйри                          | 4         | 0      |
| • Не клянись                                | 4         | 0      |
| • Завтрашние дни                            | 4         | 0      |
| • Легенда                                   | 3         | 1      |
| • Всегда в моих мыслях                      | 3         | 0      |
| • Оправданный законом                       | 3         | 0      |
| • Зелёная змея                              | 3         | 0      |
| • Любовь на крыше                           | 2         | 0      |
| • Любовь среди триад                        | 2         | 0      |
| • Вчерашний ты, вчерашний я, вчерашний день | 2         | 0      |
| • Однажды в Китае 3                         | 2         | 0      |
| • Нерассказанная история                    | 1         | 1      |
| • Останки женщины                           | 1         | 0      |
| • Убийца                                    | 1         | 0      |
| • Все мужчины — братья: Кровь леопарда      | 1         | 0      |
| • Владыка Восточно-Китайского моря          | 1         | 0      |
| • Три лета                                  | 1         | 0      |
| • Кровавая развязка                         | 1         | 0      |
| • Фехтовальщик 3                            | 1         | 0      |
| • Железная обезьяна                         | 1         | 0      |

## Список номинантов и лауреатов
★ Победители выделены отдельным цветом. 
| Номинация                           | Лауреаты и номинанты                                                                                 | Лауреаты и номинанты                                                                              | Лауреаты и номинанты                                                                              |
| ----------------------------------- | --- | ------------------------------------------------------------------------------------------------- | ------------------------------------------------------------------------------------------------- |
| Лучший фильм                        | | ★ «C'est la vie, mon chéri» режиссёр: Дерек И                                                     | ★ «C'est la vie, mon chéri» режиссёр: Дерек И                                                     |
| Лучший фильм                        | • «Криминальная история» режиссёр: Кирк Вон                                                          |                                                                                                   |                                                                                                   |
| Лучший фильм                        | • «Том, Дик и Хэйри» режиссёр: Питер Чан, Ли Чи-Нгай                                                 |                                                                                                   |                                                                                                   |
| Лучший фильм                        | • «Искушение монаха» режиссёр: Клара Ло                                                              |                                                                                                   |                                                                                                   |
| Лучший фильм                        | • «Всегда в моих мыслях» режиссёр: Джэйкоб Чён                                                       |                                                                                                   |                                                                                                   |
| Лучшая режиссёрская работа          | | ★ Дерек И за фильм «C'est la vie, mon chéri»                                                      | ★ Дерек И за фильм «C'est la vie, mon chéri»                                                      |
| Лучшая режиссёрская работа          | • Питер Чан, Ли Чи-Нгай за фильм «Том, Дик и Хэйри»                                                  |                                                                                                   |                                                                                                   |
| Лучшая режиссёрская работа          | • Клара Ло за фильм «Искушение монаха»                                                               |                                                                                                   |                                                                                                   |
| Лучшая режиссёрская работа          | • Ча Чуэнь-И за фильм «Оправданный законом»                                                          |                                                                                                   |                                                                                                   |
| Лучшая режиссёрская работа          | • Кирк Вон за фильм «Криминальная история»                                                           |                                                                                                   |                                                                                                   |
| Лучшая женская роль                 | | ★ Анита Юань за фильм «C'est la vie, mon chéri»                                                   | ★ Анита Юань за фильм «C'est la vie, mon chéri»                                                   |
| Лучшая женская роль                 | • Джозефин Сяо за фильм «Всегда в моих мыслях»                                                       |                                                                                                   |                                                                                                   |
| Лучшая женская роль                 | • Вероника Ип за фильм «Любовь на крыше»                                                             |                                                                                                   |                                                                                                   |
| Лучшая женская роль                 | • Джозефин Сяо за фильм «Легенда»                                                                    |                                                                                                   |                                                                                                   |
| Лучшая женская роль                 | • Кэрри Ын за фильм «Останки женщины»                                                                |                                                                                                   |                                                                                                   |
| Лучшая мужская роль                 | | ★ Энтони Вонг за фильм «Нерассказанная история»                                                   | ★ Энтони Вонг за фильм «Нерассказанная история»                                                   |
| Лучшая мужская роль                 | • Син-Куо Ву за фильм «Искушение монаха»                                                             |                                                                                                   |                                                                                                   |
| Лучшая мужская роль                 | • Лау Чинвань за фильм «C'est la vie, mon chéri»                                                     |                                                                                                   |                                                                                                   |
| Лучшая мужская роль                 | • Джеки Чан за фильм «Криминальная история»                                                          |                                                                                                   |                                                                                                   |
| Лучшая мужская роль                 | • Лау Чинвань за фильм «Не клянись»                                                                  |                                                                                                   |                                                                                                   |
| Лучшая женская роль второго плана   | | ★ Фун Поупоу за фильм «C'est la vie, mon chéri»                                                   | ★ Фун Поупоу за фильм «C'est la vie, mon chéri»                                                   |
| Лучшая женская роль второго плана   | • Кэрри Ын за фильм «C'est la vie, mon chéri»                                                        |                                                                                                   |                                                                                                   |
| Лучшая женская роль второго плана   | • Хелена Ло за фильм «Не клянись»                                                                    |                                                                                                   |                                                                                                   |
| Лучшая женская роль второго плана   | • Дини Ип за фильм «Убийца»                                                                          |                                                                                                   |                                                                                                   |
| Лучшая женская роль второго плана   | • Вероника Ип за фильм «Любовь среди триад»                                                          |                                                                                                   |                                                                                                   |
| Лучшая мужская роль второго плана   | | ★ Пол Чун за фильм «C'est la vie, mon chéri»                                                      | ★ Пол Чун за фильм «C'est la vie, mon chéri»                                                      |
| Лучшая мужская роль второго плана   | • Элвис Цуй за фильм «Все мужчины — братья: Кровь леопарда»                                          |                                                                                                   |                                                                                                   |
| Лучшая мужская роль второго плана   | • Кент Чен за фильм «Криминальная история»                                                           |                                                                                                   |                                                                                                   |
| Лучшая мужская роль второго плана   | • Энтони Вонг за фильм «Оправданный законом»                                                         |                                                                                                   |                                                                                                   |
| Лучшая мужская роль второго плана   | • Мин-ян Ли за фильм «Искушение монаха»                                                              |                                                                                                   |                                                                                                   |
| Лучшая мужская роль второго плана   | • Лоуренс Чэн за фильм «Том, Дик и Хэйри»                                                            |                                                                                                   |                                                                                                   |
| Лучший сценарий                     | | ★ Дерек И за фильм «C'est la vie, mon chéri»                                                      | ★ Дерек И за фильм «C'est la vie, mon chéri»                                                      |
| Лучший сценарий                     | • Ли Чи-Нгай за фильм «Вчерашний ты, вчерашний я, вчерашний день»                                    |                                                                                                   |                                                                                                   |
| Лучший сценарий                     | • Джеймс Юэнь за фильм «Всегда в моих мыслях»                                                        |                                                                                                   |                                                                                                   |
| Лучший сценарий                     | • Чань Хин-Ка, Ли Чи-Нгай, Джеймс Юэнь за фильм «Том, Дик и Хэйри»                                   |                                                                                                   |                                                                                                   |
| Лучший сценарий                     | • Кай Чунг Чунг, Ой Фонг Чунг, Лан Кэй Тоа за фильм «Оправданный законом»                            |                                                                                                   |                                                                                                   |
| Лучший сценарий                     | • Джонни Мак Тонг Хунг, Стивен Шиу за фильм «Владыка Восточно-Китайского моря»                       |                                                                                                   |                                                                                                   |
| Лучший новый актёр                  | | ★ Мин-ян Ли за фильм «Искушение монаха»                                                           | ★ Мин-ян Ли за фильм «Искушение монаха»                                                           |
| Лучший новый актёр                  | • Дженнифер Чан за фильм «Не клянись»                                                                |                                                                                                   |                                                                                                   |
| Лучший новый актёр                  | • Чери Чан за фильм «Три лета»                                                                       |                                                                                                   |                                                                                                   |
| Лучший новый актёр                  | • Джей Лау за фильм «Завтрашние дни»                                                                 |                                                                                                   |                                                                                                   |
| Лучший новый актёр                  | • Джон Тэнг за фильм «Вчерашний ты, вчерашний я, вчерашний день»                                     |                                                                                                   |                                                                                                   |
| Лучшая операторская работа          | | ★ Питер Пау за фильм «Невеста с белыми волосами»                                                  | ★ Питер Пау за фильм «Невеста с белыми волосами»                                                  |
| Лучшая операторская работа          | • Билл Вонг за фильм «Любовь на крыше»                                                               |                                                                                                   |                                                                                                   |
| Лучшая операторская работа          | • Питер Нгор, Дэвид Чунг за фильм «Кровавая развязка»                                                |                                                                                                   |                                                                                                   |
| Лучшая операторская работа          | • Эндрю Лесни, Артур Вон за фильм «Искушение монаха»                                                 |                                                                                                   |                                                                                                   |
| Лучшая операторская работа          | • Артур Вон за фильм «Завтрашние дни»                                                                |                                                                                                   |                                                                                                   |
| Лучший монтаж                       | ★ Питер Чанг за фильм «Криминальная история»                                                         | ★ Питер Чанг за фильм «Криминальная история»                                                      |                                                                                                   |
| Лучший монтаж                       | • Кит-Вай Кай, Патрик Там за фильм «Завтрашние дни»                                                  |                                                                                                   |                                                                                                   |
| Лучший монтаж                       | • Дэвид У за фильм «Невеста с белыми волосами»                                                       |                                                                                                   |                                                                                                   |
| Лучший монтаж                       | • Питер Чанг за фильм «Легенда»                                                                      |                                                                                                   |                                                                                                   |
| Лучший монтаж                       | • Марко Мак, Энджи Лам за фильм «Однажды в Китае 3»                                                  |                                                                                                   |                                                                                                   |
| Лучшая работа художника             | ★ Эдди Ма, Син-Йиу Чунг, Эми Вада за фильм «Невеста с белыми волосами»                               | ★ Эдди Ма, Син-Йиу Чунг, Эми Вада за фильм «Невеста с белыми волосами»                            |                                                                                                   |
| Лучшая работа художника             | • Билл Лёй за фильм «Зелёная змея»                                                                   |                                                                                                   |                                                                                                   |
| Лучшая работа художника             | • Джеймс Люн Ва Сэнг за фильм «Завтрашние дни»                                                       |                                                                                                   |                                                                                                   |
| Лучшая работа художника             | • Чунг-Ман Май за фильм «C'est la vie, mon chéri»                                                    |                                                                                                   |                                                                                                   |
| Лучшая работа художника             | • Тимми Ип, Ян Чжаньцзя, Ли Вай Минг за фильм «Искушение монаха»                                     |                                                                                                   |                                                                                                   |
| Лучшая работа художника по костюмам | ★ Эми Вада, Тенни Чанг за фильм «Невеста с белыми волосами»                                          | ★ Эми Вада, Тенни Чанг за фильм «Невеста с белыми волосами»                                       |                                                                                                   |
| Лучшая работа художника по костюмам | • Уильям Чанг, Чиу Квок Чун за фильм «Фехтовальщик 3»                                                |                                                                                                   |                                                                                                   |
| Лучшая работа художника по костюмам | • Дора Нг за фильм «C'est la vie, mon chéri»                                                         |                                                                                                   |                                                                                                   |
| Лучшая работа художника по костюмам | • Уильям Чанг, Нг По Линг за фильм «Зелёная змея»                                                    |                                                                                                   |                                                                                                   |
| Лучшая работа художника по костюмам | • Цай Пэйсинь за фильм «Искушение монаха»                                                            |                                                                                                   |                                                                                                   |
| Лучшая работа художника по костюмам | • Брюс Ю за фильм «Героическое трио»                                                                 |                                                                                                   |                                                                                                   |
| Лучшая постановка экшена            | ★ Кори Юен, Юен Так за фильм «Легенда»                                                               | ★ Кори Юен, Юен Так за фильм «Легенда»                                                            |                                                                                                   |
| Лучшая постановка экшена            | • Юэн Бун за фильм «Однажды в Китае 3»                                                               |                                                                                                   |                                                                                                   |
| Лучшая постановка экшена            | • Чэн Сяодун за фильм «Героическое трио»                                                             |                                                                                                   |                                                                                                   |
| Лучшая постановка экшена            | • Юнь Вопхин, Юен Чун Ян, Юен Шун Йи, Ку Хуан Чиу за фильм «Железная обезьяна»                       |                                                                                                   |                                                                                                   |
| Лучшая постановка экшена            | • Джеки Чан, Ассоциация каскадеров Джеки Чана за фильм «Криминальная история»                        |                                                                                                   |                                                                                                   |
| Лучшая музыка                       | | ★ Лау Йи Тат, Тони Вай за фильм «Искушение монаха»                                                | ★ Лау Йи Тат, Тони Вай за фильм «Искушение монаха»                                                |
| Лучшая музыка                       | • Марк Луи, Джеймс Вонг Джим за фильм «Зелёная змея»                                                 |                                                                                                   |                                                                                                   |
| Лучшая музыка                       | • Ричард Юэнь, Джонни Нджо за фильм «Невеста с белыми волосами»                                      |                                                                                                   |                                                                                                   |
| Лучшая музыка                       | • Крис Бабида за фильм «C'est la vie, mon chéri»                                                     |                                                                                                   |                                                                                                   |
| Лучшая музыка                       | • Уильям Ху за фильм «Героическое трио»                                                              |                                                                                                   |                                                                                                   |
| Лучшая музыка                       | • Джонни Чен за фильм «Любовь среди триад»                                                           |                                                                                                   |                                                                                                   |
| Лучшая песня                        | | ★ Композитор: Ло Та-ю • Текст: Альберт Леунг • Исполнитель: Анита Муй за фильм «Героическое трио» | ★ Композитор: Ло Та-ю • Текст: Альберт Леунг • Исполнитель: Анита Муй за фильм «Героическое трио» |
| Лучшая песня                        | • Композитор/исполнитель: Лесли Чун • Текст: Лин Си за фильм «Невеста с белыми волосами»             |                                                                                                   |                                                                                                   |
| Лучшая песня                        | • Композитор: Крис Бабида • Слова: Вонг Юк • Исполнитель: Ванфанг за фильм «C'est la vie, mon chéri» |                                                                                                   |                                                                                                   |
| Лучшая песня                        | • Композитор: Тони Вай • Текст: Чан Сау Пок • Исполнитель: Детский хор за фильм «Не клянись»         |                                                                                                   |                                                                                                   |
| Лучшая песня                        | • Композитор: Ло Та-ю • Текст: Альберт Леунг • Исполнитель: Анита Муй за фильм «Героическое трио»    |                                                                                                   |                                                                                                   |
| Профессиональные достижения         | ★ Конг Чо-Той, Си То-Он                                                                              | ★ Конг Чо-Той, Си То-Он                                                                           |                                                                                                   |
| Жизненные достижения                | ★ Рэймонд Чоу, Брюс Ли, Ли Миньвэй                                                                   | ★ Рэймонд Чоу, Брюс Ли, Ли Миньвэй                                                                |                                                                                                   |